# Murakami Shingo
Murakami Shingo (japanska: 村上信五?), född 26 januari 1982 i Takatsuki i Japan, är medlem i bandet Kanjani-8 som står under ledning av den japanska idolagenturen Johnny's Jimusho som lanserar japanska pojkband.